# Carlos Paredes
Pour les articles homonymes, voir Paredes.
Carlos Paredes (Coimbra, 16 février 1925 - Lisbonne 23 juillet 2004), est un compositeur et un virtuose de la guitare portugaise, instrument qui accompagne traditionnellement le fado.

## Biographie
Né le 16 février 1925 à Coimbra, Carlos Paredes est issu d'une famille de musiciens. Il appartient à la génération d'artistes portugais qui a contribué à faire connaître dans le monde entier le fado, chant traditionnel portugais. Fonctionnaire dans un hôpital de Lisbonne jusqu'au début des années 1990, Carlos Paredes avait concilié une activité professionnelle et son activité de musicien. « Les gens aiment m'entendre jouer de la guitare. Cela leur plaît et ils adhèrent. Voilà tout'», avait-il déclaré au début des années 1990 pour expliquer son succès. L'artiste portugais, qui a enregistré son premier disque en 1957 et composé plusieurs musiques de film tout au long de sa carrière, a notamment inspiré en 2005 l'album Canto (chant) de la chanteuse de fado Mísia. il meurt le 23 juillet 2004, atteint de myopathie.

## Compositeur de musique de film
- 1963 : Les Vertes années (Os Verdes Anos) de Paulo Rocha
- 1965 : As Pinturas do Meu Irmão Júlio de Manoel de Oliveira
- 1966 : Changer de vie (Mudar de Vida) de Paulo Rocha
- 2000 : Parole et Utopie (Palavra e Utopia) de Manoel de Oliveira
- 2004 : Le Cinquième Empire (O Quinto Império) de Manoel de Oliveira
- 2006 : Movimentos Perpétuos: Cine-Tributo a Carlos Paredes d'Edgar Pêra